# 1919 au cinéma
| Années du cinéma : 1916 - 1917 - 1918 - 1919 - 1920 - 1921 - 1922    |
| Décennies du cinéma : 1880 - 1890 - 1900 - 1910 - 1920 - 1930 - 1940 |

Cet article présente les faits marquants de l'année 1919 au cinéma.

## Événements
- Crise du cinéma : une salle pour 30 000 habitants en Italie, une salle pour 4 000 aux États-Unis.
- 5 février : United Artists Corporation, firme de production et de diffusion de films, est fondée par Mary Pickford, Douglas Fairbanks, Charlie Chaplin et David Wark Griffith. Hiram Abrams en prend la direction.
- 2 août : Instauration de la censure cinématographique en France.
- 15 août : Robert J. Flaherty accoste dans la baie d'Hudson pour tourner Nanouk l'Esquimau.
- En Russie, par le décret du 27 août 1919, Lénine nationalise la production et la distribution cinématographiques. Création, à Moscou, de la première école de cinéma du monde : le VGIK.

## Principaux films de l'année
- 3 avril : La Métisse, premier film de Fritz Lang.
- Avril : J'accuse, film français d'Abel Gance.
- 13 mai : Le Lys brisé, film de D. W. Griffith, avec Lillian Gish.
- 15 juin : Une idylle aux champs, film américain de Charlie Chaplin.
- Juillet : Leonardo da Vinci (1919), film italien réalisé par Giulia Cassini Rizzotto (it) et Mario Corsi.
- 1er septembre : ...La bocca mi bacio tutto tremante, film de Ubaldo Maria Del Colle.
- Septembre : Sortie sur les écrans du film Le Cabinet du docteur Caligari film allemand de Robert Wiene, utilisant des décors expressionnistes.
- Madame du Barry, film allemand d'Ernst Lubitsch.
- Rose-France, film français de Marcel L'Herbier.
- Novembre : Le Bercail, film de Marcel l’Herbier.
- Lucrèce Borgia, film d'Augusto Genina.

## Principales naissances
- 18 février : Jack Palance, acteur et chanteur américain († 10 novembre 2006).
- 13 avril : Howard Keel, acteur et chanteur américain († 7 novembre 2004).
- 29 avril : Gérard Oury, acteur et cinéaste français († 20 juillet 2006).
- 8 mai : Lex Barker, acteur américain († 11 mai 1973).
- 31 mai : Mario Migliardi, compositeur italien de musiques de films († 8 août 2000).
- 14 juin : Gene Barry, acteur et producteur américain († 9 décembre 2009).
- 18 juin : Jüri Järvet, acteur estonien († 5 juillet 1995).
- 14 juillet : Lino Ventura, acteur français († 22 octobre 1987).
- 12 septembre : Guennadi Miasnikov, directeur artistique  soviétique († 1989).
- 3 octobre : Jean Lefebvre, acteur français († 9 juillet 2004).
- 5 octobre : Donald Pleasence, acteur britannique († 2 février 1995).
- 11 octobre : Jean Vander Pyl, actrice américaine († 10 avril 1999).
- 17 octobre : Don Hanmer, acteur américain († 24 mai 2003).
- 29 octobre : Pierre Doris, comédien français († 27 octobre 2009).
- 4 novembre : Martin Balsam, acteur américain († 13 février 1996).
- 10 novembre : François Périer, comédien français († 28 juin 2002).
- 27 décembre : Galina Makarova, actrice († 28 septembre 1993).

Date non précisée :
- Julian Roffman, cinéaste canadien († novembre 2000).